# Apatania kyotoensis
Apatania kyotoensis là một loài Trichoptera trong họ Apataniidae. Chúng phân bố ở miền Cổ bắc.